# Конные лучники

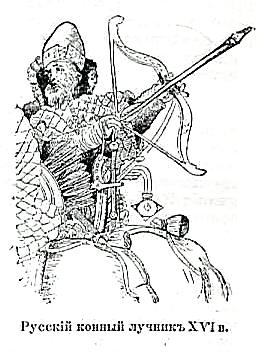
Русский конный лучник XVI столетия, изображение использовано для иллюстрирования статьи «Лук» опубликованной в пятнадцатом томе «Военной энциклопедии», который был издан книгоиздательским товариществом И. Д. Сытина в 1914 году в столице Российской империи, городе Санкт-Петербург.

Конные лучники — лёгкая, средняя или тяжёлая конница дальнего боя, вооруженная луками.
Лук, наряду с пращею, самое первобытное индивидуальное ручное метательное оружие, бывшее на вооружении почти всех народов мира, до изобретения пороха и ручного огнестрельного оружия и существовавшее некоторое время и наряду с последним, что объясняется сравнительной простотой устройства и значительной силой действия. На Руси (в России) русские стрельцы, вооружённые луками, назывались лучниками. В иррегулярных войсках России лучники сохранились до начала XIX столетия и этим оружием войска башкир и калмыков поражали иностранцев во время похода во Францию в 1814 году. Конные лучники делятся на конных стрелков и посаженную верхом пехоту (английские пешие лучники времен Столетней войны к месту битвы прибывали верхом, спешиваясь перед боем). Сегодня — это набирающий популярность вид спорта.

## История
Конные стрелки были всегда распространены среди кочевых народов, а в составе войска, а позднее армии государства конные лучники (и конница вообще) была применена в Ассирии под впечатлением вторжений скифов в страны Ближнего Востока и дошедших до Египта. Позднее конница и конные стрелки составляли ударную силу персов, парфян, Сасанидов, арабов и монголов. Символом мощи и гарантом побед Второго Рима были с VI века тяжёловооружённый конный лучник катафракт. Византия после становления катафрактов как сверхтяжёлой конницы имела сильные части конных стрелков-трапезитов, а крестоносцы на восточный манер создали туркополов. Конные лучники Великой Степи (сарматы, гунны, авары, печенеги, половцы, монголы) были опасными соседями осёдлых народов, которые в ответ заводили свою конницу.
После Крестовых походов и монгольского вторжения в Западной Европе пытаются создавать части конных лучников или нанимать тех же монголов или татар. Конное поместное войско Великого Княжества Московского и Русского Царства было поголовно вооружено луками. 

... У нашего великого государя, против его государских недругов, рать собирается многая и несчётная, а строения бывает разного: …

Казаки донские, терские, яицкие бьются огненным боем; а запорожские черкасы — и огненным, и лучным.— Описание Русского войска, данное Козимо Медичи, во Флоренции, стольником И. И. Чемодановым (посол в Венеции), в 1656 году.
Конные лучники двигались вдоль строя противника и с дистанции 20—50 метров осыпали его стрелами. Конницу противника старались спровоцировать на атаку, отсечь от основных сил, а затем окружить и уничтожить. После появления ручных самострелов, пищалей, мушкетов и регулярной пехоты конные лучники теряют своё значение, пехота, построенная в каре, легко разбивала превосходящие силы конных лучников, стреляя залпами при поддержке артиллерийской картечи, что превосходно демонстрируют русско-турецкие войны и покорение Российской империей Средней Азии. С XVII века конница предпочитает вооружаться вместо лука несколькими пистолями.
Конные стрелки из башкир, калмыков и татар показали свою эффективность в войнах Российской империи XVIII—XIX веков но они действовали в составе регулярной армии как лёгкая конница лишь в рейдах, боях в составе регулярной лёгкой конницы или казаков, но Наполеоновские войны и Крымская война были последним крупным конфликтом, где они участвовали в составе армии европейского государства. Например башкирские кавалерийские части русской гвардии и  армии были вооружены карабинами. Во время наполеоновских войн, по мнениям русского офицера Дениса Давыдова и французского генерала Марбо, башкирские части по вооружению, выучке и лошадям не соответствовали требованиям современной на тот момент войны, а в ходе военной реформы Александра II Освободителя были упразднены окончательно.
В Японии искусство конной стрельбы из лука Ябусамэ из элемента военной подготовки стало частью синтоистской традиции. По некоторым данным, японские самураи проводили дуэли между собой именно на луках, находясь при этом в седле.

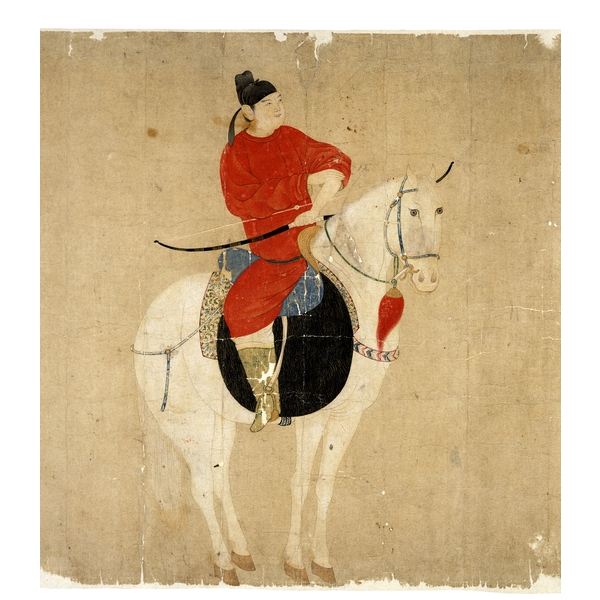
Китайский лучник на лошади, XIII столетие.
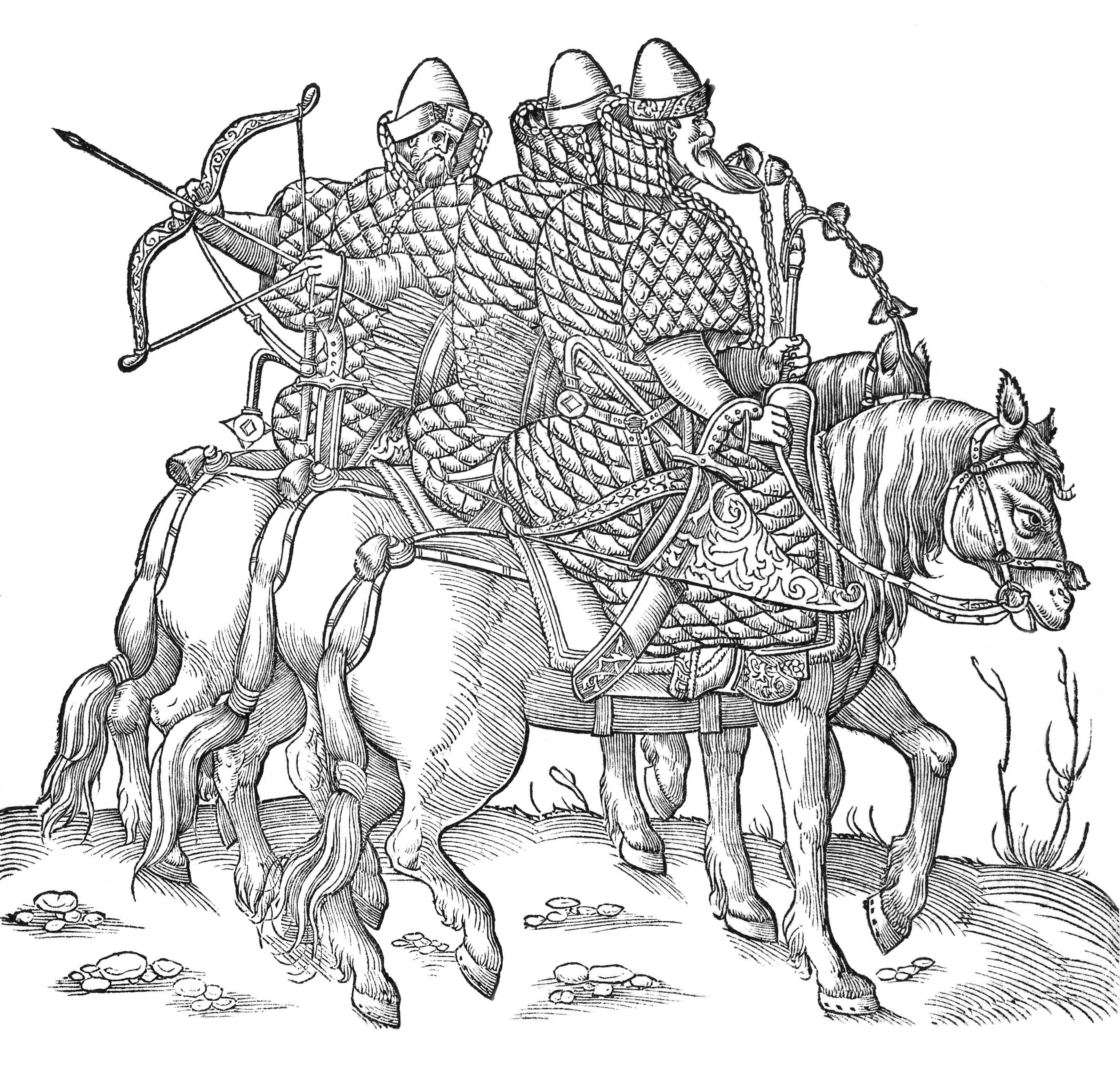
Русские конные лучники, XVI столетие, издание германо-римской империи, 1556 года путешественника Герберштейна.
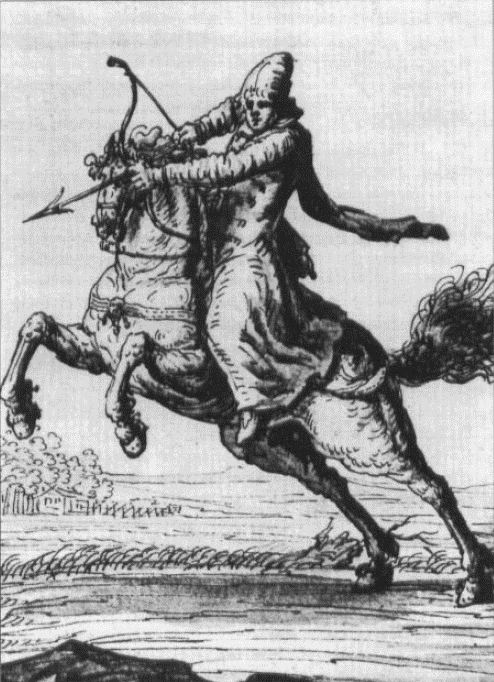
Русский ратник-конник, 1674 год, рисунок Э. Пальмквиста.

## Современность

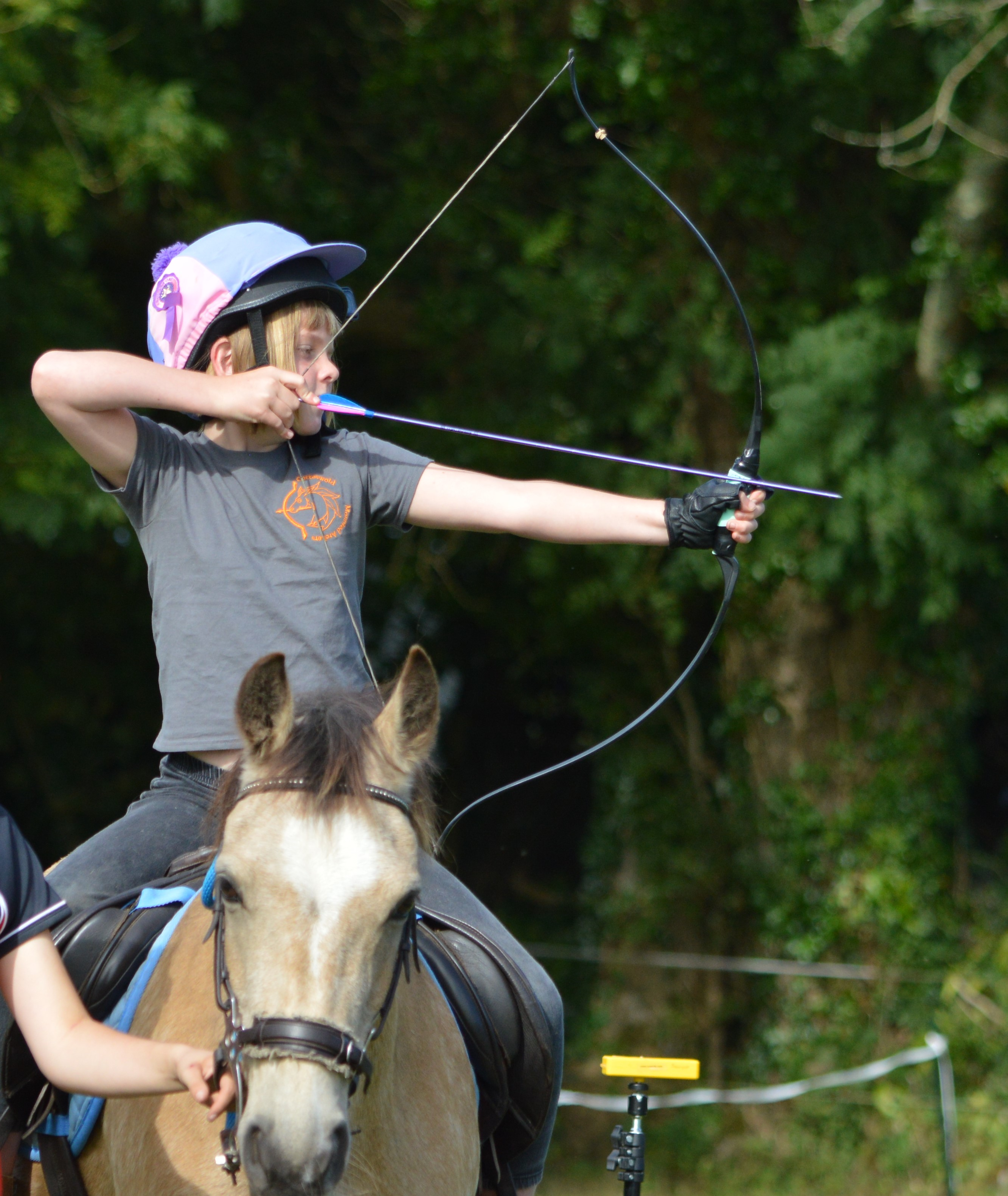
Спортивная стрельба из лука верхом. Англия, 2016 год.

Стрельба из лука верхом в начале XXI века становится набирающим популярность видом спорта во многих странах, включая США, Японию, Южною Корею, Германию. и так далее. Регулярно проводится целый ряд престижных национальных и международных соревнований, включая Европейский открытый чемпионат конных лучников (the European Open Championships of Horseback Archery), а также проходящий в Иордании под покровительством короля Абдаллы II ибн Хусейн аль-Хашими турнир «аль-Фариз».